# Thomas Lang
Thomas Lang (Vienna, 5 agosto 1967) è un batterista austriaco.
Tra le sue tante collaborazioni ricordiamo quelle con Steve Hackett (Genesis), John Wetton, Robert Fripp, Glenn Hughes, Peter Gabriel, Asia e molti altri.
È considerato, in generale, uno dei batteristi più virtuosi di sempre. Particolarmente noto per la sua agilità con i piedi (che utilizza esattamente come le mani) e per l'indipendenza di tutti e quattro gli arti, ha scritto anche dei libri su argomento, portando il concetto di indipendenza dei quattro arti sulla batteria a livelli estremi.

## Biografia
Thomas Lang è nato a Vienna ed ha iniziato a suonare la batteria all'età di cinque anni. Oltre alle lezioni presso una scuola di musica e ad anni di lezioni private, ha studiato musica classica presso il Conservatorio Musicale di Vienna. Dopo aver lasciato il conservatorio nel 1985, Lang ha iniziato a lavorare come professionista sulla scena pop e jazz europea. Come session man ha suonato per artisti quali: John Wetton, Robert Fripp, Glenn Hughes, Peter Gabriel, Asia, Nik Kershaw, Tina Turner, Robbie Williams, Kelly Clarkson, Sugababes, Geri Halliwell, Emma Bunton, Victoria Beckham, Ronan Keating, Steve Hackett, 911, Boyzone, Falco, Nina Hagen, Steve Jones, Mick Jones, the Commodores, George Michael, Doogie White, B*Witched, Gianna Nannini, Lighthouse Family, Westlife, Kylie Minogue, the Blockheads, Sertab Erener, Vienna Art Orchestra, Bonnie Tyler, Nadine Beiler, Paul Gilbert e Arch/Matheos.
Nel 1995 Lang ha pubblicato il primo album Mediator, che ha scalato le classifiche europee ed ha raccolto recensioni positive.
Nel 2010 ha fatto parte dei sette batteristi selezionati dai Dream Theater per sostituire l'ex batterista della band Mike Portnoy. Mike Mangini è stato infine scelto per tale ruolo.
Il suo set, più che per il numero di tamburi presenti, è caratteristico per via di numerosi pedali a cui sono collegati, oltre che il doppio pedale per la cassa, due charleston differenti, diversi campanacci, e un rullante posto verticalmente (suonabile quindi con un pedale per cassa).
Corrado Bertonazzi (noto youtuber-batterista, stimato da molti colleghi affermati) dice di lui: "E se un giorno si dimenticasse le bacchette tranquilli, potrebbe suonare benissimo con i piedi, tanto non se ne accorgerebbe nessuno".
È da anni endorser di batterie DW, piatti Meinl e batterie elettroniche Roland.

## Strumentazione
Thomas Lang utilizza batterie DW e piatti Meinl.
Recentemente l'azienda tedesca Meinl Percussion ha messo in commercio la serie signature Thomas Lang che comprende vari nuovi piatti. Thomas Lang è solito utilizzare il doppio pedale in modo innovativo e del tutto personale. Fa uso anche di un particolare "tamburello" e altri accessori suonati tramite il pedale.

## Discografia
- 1995 – Mediator
- 2010 – Something Along Those Lines
- 2017 – Practised Bravado (con Theo van Niel Jr.)
- 2019 – Prog Injection (con Alberto Rigoni)